# Pike (Sänger)
Fikret Dudević genannt Pike (* in Sarajevo, Jugoslawien, heute Bosnien und Herzegowina) ist ein bosnischer Sänger, dessen Musik vor allem in Bosnien-Herzegowina, Kroatien und Serbien gehört wird. Pikes Musikrichtung gehört zu der auf dem Westbalkan erfolgreichen Narodna muzika. 

## Leben und Karriere
Dudevic lebt heute mit seiner Familie in Salzburg, wo er auch seine Alben aufnimmt. 
Er brachte sein letztes Album Ende 2007 unter dem Namen Gala (zu Deutsch etwa: „Wichtigtuer“) heraus; zu seinen erfolgreichsten Titeln gehört 33 mjeseca (zu Deutsch: 33 Monate), mit dem er auf einem regional sehr geschätzten Festival, namens Bihacki festival auftrat und nach einem Televoting auf den zweiten Platz kam.

## Diskografie
Alben
- 1993: Tvoje oci more
- 1996: Zar se rusi cijeli svijet
- 2000: Niko nece lutalicu
- 2002: Probaj me
- 2004: U prolazu
- 2007: Gala

Singles (Auswahl)
- 2002: I da imam zlata
- 2005: 33 mjeseca
- 2008: Zene